# Pholisora
Pholisora is een geslacht van vlinders van de familie dikkopjes (Hesperiidae), uit de onderfamilie Pyrginae.

## Soorten
- P. catullus (Fabricius, 1793)
- P. gracielae MacNeill, 1970
- P. libya (Scudder, 1878)
- P. mejicanus (Reakirt, 1866)